# Japáni sirálykapinty
A japáni sirályka vagy sirálykapinty (Lonchura striata domestica) a hegyesfarkú bronzpintynek négy-ötszáz éve domesztikált kultúralakja. Európába mintegy 300 éve, japán tenyésztők közvetítésével érkezett meg.

## Megjelenése
- A hím és a nőstény sirálykák külsőre teljesen egyforma megjelenésűek. Alapváltozatban a barna és a vörös színű madár a legelterjedtebb, napjainkra azonban egyes japán tenyésztők a legkülönbözőbb és legváltozatosabb színárnyalatok kialakítását is megvalósították.
- A nemeket a hím füttye alapján lehet megkülönböztetni, hiszen elmondhatjuk, hogy ő az, aki az udvarlás során bemutatja az énekét és a hozzá tartozó „táncát”. Hangszínük is valamennyire eltérő, a hím csivitelése magasabb, vékonyabb tónusú, míg a tojó valódi madárcsicsergéshez hasonló hangot hallat.

## Szaporodása
- A tojókban rendkívül fejlett a kotlási ösztön, s a hímek is szívesen vesznek részt a költésben –, sőt, ha két hímet teszünk egy kalitkába, mindkettő a párjának fogja tekinteni a másikat, a fészkükbe csempészett tojást pedig a párjának fogja tulajdonítani.
- A japáni sirályka saját fészekalja 4-7 tojásból áll, melyen 14-16 napig kotlik. A fiatalok háromhetes korukban repülnek ki, de még sokáig igénylik a szüleik segítségét. Évente akár öt fészekaljra is számíthatunk, és a sirálykák viszonylag korán, 5-7 hónapos korukban válnak ivaréretté.
- A sirálykák kiválóan beválnak dajkamadárnak, minden komplikáció nélkül felnevelik például a Gould-amandina és más díszpintyek fiókáit.

## Tartása
- Tartásra, takarmányozásra igénytelennek mondható. Általános díszpintykeveréken kiválóan elél, de egészséges táplálásához adhatunk lisztkukacot, zöldeleséget és csíráztatott magvakat is.
- A háziasítás itt nem vezetett olyan meghökkentően széles alak- és színváltozatossághoz, mint a házigalambnál vagy a kanárinál, de a japáni sirályka is ismeretes számos változatban, főleg a modern tenyésztői munka eredményeképpen.

## Kialakulása
A holland sirálykaklub szerint a japáni sirályka domesztikációja Kínában kezdődött, ahol a fajta őseit már négyszáz évvel ezelőtt tartották és tenyésztették. 1700 körül kerültek az első példányok Dél-Kínából Japánba. Korabeli beszámolók alapján világos, hogy ezek a madarak a Lonchura striata fajhoz tartoztak. A származás helye és a külső jegyek alapján a mai japáni sirályka ősei a L. s. acuticauda és a L. s. swinhoei.
Az 1700-as évek vége felé, Japánban folytatódott a domesztikáció. Az első mutáció, a vörös-barna 1785 körül jelent meg, a tarka 1800 körül. A japánok elsősorban a fehér vagy tarka, kontyos és fodros madarakat tenyésztették. A tizenkilencedik század közepén kerültek az első sirálykák Európába. Itt új fejezetébe lépett a japáni sirályka domesztikációja, számos dán madarász révén. Ők tenyésztették először az egyszínű (self) sirálykát. Németországban az úgynevezett egyszínű sirályka tenyésztéséhez bekereszteztek különböző Lonchura fajokat. A hatvanas évek elején a színsirálykák nagy népszerűségre tettek szert Hollandiában. Éppen itt a kezdeti időkben történt, hogy Lonchura atricapilla, L. maja madarakat használtak a színsirálykák feljavítására (kontrasztos hasmintázat). A japáni sirálykák növekvő népszerűségének hatására alakult meg 1975-ben a japáni sirályka kedvelők speciális klubja (JMC, Japanse meeuwen club). A kilencvenes évek közepétől a klubot Speciaalclub voor de Japanse meeuwen en overige Lonchura’s-nak nevezik. Európában jelent meg számos színváltozat mellett a szürke mutáció (Belgium) és az ino mutáció (Dánia). Japánban 1999-ben jelent meg a gyöngyös (pearl) mutáció.